# Diatomocera
Diatomocera es un género de mariposas de la familia Pyralidae. Fue descrito por Émile Louis Ragonot en 1893, y se conoce en Panamá.

## Especies
Las especies de este género son:
- Diatomocera decurrens (Dyar, 1914)
- Diatomocera dosia (Dyar, 1914)
- Diatomocera hoplidice (Dyar, 1914)
- Diatomocera tenebricosa Zeller, 1881